# Popęszyce (przystanek kolejowy)
Popęszyce – nieczynny kolejowy przystanek osobowy w Popęszycach, w województwie lubuskim, w Polsce.